# 36 Lyncis
36 Lyncis, som är stjärnans Flamsteed-beteckning är en ensam stjärna i den norra delen av stjärnbilden Lodjuret, som också har variabelbeteckningen EI Lyncis. Den har en genomsnittlig skenbar magnitud på ca 5,30 och är svagt synlig för blotta ögat där ljusföroreningar ej förekommer. Baserat på parallax enligt Gaia Data Release 2 på ca 5,7 mas, beräknas den befinna sig på ett avstånd på ca 570 ljusår (ca 175 parsek) från solen. Den rör sig bort från solen med en heliocentrisk radialhastighet av ca 21 km/s.

## Egenskaper
36 Lyncis är en blå till vit jättestjärna av spektralklass B8 IIImnp och  är en magnetisk, heliumsvag Bp-stjärna. Den klassificeras ibland som en kvicksilver-manganstjärna och är också en "sn"-stjärna som visar ett spektrum med generellt skarpa linjer för de flesta element i kombination med breda, diffusa heliumlinjer. Den har en massa som är ca 2 solmassor, en radie som är ca 4,2 solradier och utsänder ca 443 gånger mera energi än solen från dess fotosfär vid en effektiv temperatur på ca 13 700 K.
36 Lyncis, eller EI Lyncis, är en variabel stjärna av SX Arietis-typ (SXARI), som har visuell magnitud +5,32 och varierar i amplitud med 0,03 magnituder och en period av 3,834 dygn.